# Carolina Matilde del Regne Unit
Carolina Matilde del Regne Unit (Londres, 11 de juliol de 1751 - Celle, 10 de març de 1775) fou una princesa de la Gran Bretanya amb el tractament d'altesa reial que esdevingué reina de Dinamarca a conseqüència del seu enllaç amb el rei Cristià VII de Dinamarca.
Nascuda a Leicester House (Londres) l'any 1751 essent filla del príncep Frederic del Regne Unit i de la princesa Augusta de Saxònia-Gotha. Carolina Matilde era neta per via paterna del rei Jordi II del Regne Unit i de la marcgravina Carolina de Brandenburg-Ansbach i per via materna del duc Frederic II de Saxònia-Gotha-Altenburg i de la princesa Magdalena Augusta d'Anhalt-Zerbst.
El dia 8 de novembre de 1766 es casà amb el rei Cristià VII de Dinamarca, fill del rei Frederic V de Dinamarca i de la princesa Lluïsa de Gran Bretanya. La parella tingué dos fills:
- SM el rei Frederic VI de Dinamarca, nat el 1768 al palau de Christianborg i mort el 1839 al palau d'Amalienborg. Es casà amb la landgravina Maria de Hessen-Kassel.
- SAR la princesa Lluïsa Augusta de Dinamarca, nada a Hørsholm el 1771 i morta el 1843 a Augustenborg. Es casà amb el duc Frederic Cristià II de Schleswig-Holstein-Sonderburg-Augustenburg.

L'any 1768 el rei realitzà un llarg viatge per Europa amb visites a les corts de Londres, París o Nàpols. La seva tornada es produí l'any 1769 arribant a Copenhaguen acompanyat del seu propi psiquiatre, Johann Friederich Struensee, que posteriorment seria nomenat ministre. Cristià havia conegut Struensee a Altona durant l'inici del seu viatge. Aparentment, Struensee podia controlar la inestabilitat emocional del sobirà esdevenint de mica en mica més indispensable per a Cristià.
Extremadament infeliç en el seu matrimoni, la princesa anglesa era arraconada i obviada pel monarca malgrat que aquest havia rebut el consell de Struensee d'intentar millorar la seva vida marital. A poc a poc nasqué entre la reina i el psiquiatre reial un interès mutu basat en l'enteniment i la comprensió esdevenint una relació amorosa a partir de la primavera del 1770.
El 17 de juny de l'any 1771 la cort es traslladà al palau de Hirschholm a Hørsholm, allà nasqué la segona filla de Carolina Matilde la paternitat de la qual és atribuïda a Struensee. Posteriorment la cort es traslladà al castell de Frederiksborg i a l'hivern al castell de Christiansborg. La nit del 16 de gener al 17 de gener, la cort celebrava un ball de màscares en el decurs del qual la reina fou detinguda i arrestada a Kronborg a l'espera de judici, i Struensee i el seu còmplice, Brandt, foren executats el 28 d'abril del 1772.
La Cort dictaminà el divorci dels monarques i l'expulsió de la reina del país. Carolina Matilde s'establí a la ciutat de Celle davant de la negativa del rei Jordi III del Regne Unit de permetre tornar-li al seu país d'origen per la seva actitud escandalosa. Morí sobtadament a Celle el 1775.